# Chandpur, Uttar Pradesh
Chandpur är en stad i den indiska delstaten Uttar Pradesh, och tillhör distriktet Bijnor. Folkmängden uppgick till 83 441 invånare vid folkräkningen 2011.